# مجزرة عائلة المغربي (23 ديسمبر 2023)
مجزرة عائلة المغربي (23 ديسمبر 2023) أو مجزرة عائلة أبو درويش المغربي هي مجزرة ارتكبها سلاح جوّ الإحتلال الإسرائيلي يوم السبت الموافق 23 ديسمبر/كانون الأول 2023. استهدفت هذه الغارات كافة المنازل الموجودة في وسط مدينة دير البلح. هذه المجزرة من ضمن عدة مجازر وقعت خلال عملية طوفان الأقصى. تسبّبت هذه المجزرة الإسرائيليّة والتي استهدفت منزل عائلة أبو درويش المغربي والذي نزح إليه أفراد من عائلة اللبابيدي إلى استشهاد أكثر من 50 شهيدًا.

## خلفية الحدث
في ساعاتِ الصباح الأولى من يوم السابع من أكتوبر 2023 أطلقت حركة المقاومة الإسلامية حماس عبر ذراعها العسكري كتائب الشهيد عز الدين القسام عملية طوفان الأقصى وذلك ردًا على الاعتداءات الإسرائيلية وتدنيس الأقصى والاستمرار في الاستيطان، كما أكّد على ذلك محمد الضيف القائد العام للقسّام والذي أعطى إشارة انطلاق العمليّة التي شهدت اقتحامًا من المقاومين لمستوطنات غلاف غزة ونجحوا في قتلِ عدد كبيرٍ من الجنود الإسرائيلين، وأسر عشرات آخرين كما استطاعوا خلال ساعات قطع عشرات الكيلومترات ووصلوا لمستوطنات أبعد من تلك المحيطة والقريبة من قطاع غزة.
الرد الإسرائيلي على هذه العمليّة جاء من خلال شنّ سلاح الجو الإسرائيلي عشرات الغارات العشوائيّة على القطاع متسبّبة في مقتل عشرات المدنيين وتدمير البنية التحتية لمدن القطاع، ليصل حد فرض إغلاق شامل وقطع متعمد لكل الخدمات من ماء وكهرباء وغاز، وهو ما هدَّد حياة أكثر من مليونَي فلسطيني يعيشُ داخل القطاع الذي يُعاني أصلًا من تبعات الحصار الخانق عليهم منذ ستة عشر عاماً.
وفي مساء يوم 27 أكتوبر/تشرين الأول، أعلن جيش الاحتلال الإسرائيلي بدء الهجوم بري على قطاع غزة من خلال بدء التوغل في بلدة بيت حانون ومخيم البريج. حدث الهجوم وسط سلسلة من الغارات الجوية الإسرائيلية واسعة النطاق التي أدت إلى قطع الاتصالات المتنقلة والوصول إلى الإنترنت في غزة.
وبتاريخ 24 نوفمبر 2023 تم وقف إطلاق النار بين المقاومة الفلسطينية وإسرائيل، وهو وقف إطلاق نار مؤقت جرى في الحرب الدائرة بين فصائل المقاومة الفلسطينية في غزة وإسرائيل. وبتاريخ 2 ديسمبر انتهت الهدنة، وخلال ساعات إنتهاء الهدنة الأولى قام سلاح الطيران الإسرائيلي بشن هجمات صاروخية مكثفة على كافة أنحاء القطاع مع التركيز على المنطقة الجنوبية لقطاع غزة.

## المجزرة
قال محمود بصل، المتحدث باسم إدارة الدفاع المدني في غزة، إن الغارة على مدينة غزة أسفرت عن مقتل 76 شخصا من عائلة المغربي، مما يجعلها واحدة من أكثر الغارات دموية في الحرب. ووجرى التعرف على عدد منهم، وقال إن القتلى بينهم نساء وأطفال، وفق أسوشيتد برس. وكان من بين القتلى عصام المغربي، الموظف المخضرم في برنامج الأمم المتحدة الإنمائي، وزوجته وأطفالهما الخمسة.
وقال أخيم شتاينر، مدير برنامج الأمم المتحدة الإنمائي: "لقد أثرت خسارة عصام وعائلته تأثيرا عميقا علينا جميعا. الأمم المتحدة والمدنيين في غزة ليسوا هدفا. هذه الحرب يجب أن تنتهي".

## الضحايا
1. جودت درويش المغربي
2. أحمد جودت المغربي، وزوجاته الإثنتنان
3. فادي أحمد جودت المغربي
4. رافي أحمد جودت المغربي
5. زين أحمد جودت المغربي
6. عبدالله أحمد جودت المغربي
7. معتز أحمد جودت المغربي
8. جودت أحمد المغربي، وزوجته
9. يزن جودت أحمد المغربي
10. جوري جودت أحمد المغربي
11. منور جودت أحمد المغربي
12. محمد أحمد المغربي، وزوجته
13. أحمد المغربي
14. لميس المغربي
15. مسك المغربي
16. ميس المغربي
17. عصام محمد المغربي
18. لمياء جودت المغربي
19. سعاد عصام محمد المغربي
20. لمى عصام محمد المغربي
21. لؤي عصام محمد المغربي
22. عبيدة عصام محمد المغربي
23. محمد عصام المغربي، وزوجته
24. معتصم محمد عصام المغربي
25. أسيد محمد عصام المغربي
26. نبيل رجب المغربي
27. فلك جودت المغربي
28. زوجة أبن نبيل المغربي
29. فلك المغربي
30. مصعب المغربي
31. قصي المغربي
32. نبيل المغربي
33. وردة جودت المغربي
34. مالك المغربي
35. ملك المغربي
36. عماد المغربي
37. أسامة درويش المغربي
38. فاطمة نبيل المغربي
39. براءة أسامة درويش المغربي
40. روان أسامة درويش المغربي
41. محمد أسامة درويش المغربي
42. مؤيد أسامة درويش المغربي
43. ريماس أسامة درويش المغربي
44. منور أحمد المغربي
45. عاهد معين الساعي
46. عبير علي المغربي
47. مهند معين الساعي، وزوجته
48. سعود اللبابيدي
49. ملك جودت المغربي
50. سماح سعود اللبابيدي
51. حمزة سعود اللبابيدي، وزوجته، وأولاده الأربعة
52. محمد سعود اللبابيدي، وزوجته، وأولاده الخمسة
53. أمنة سعود اللبابيدي، وأولادها الثلاثة